# Джордан Земура
Джордан Земура (англ. Jordan Zemura, нар. 14 листопада 1999, Ламбет) — англійський і зімбабвійський футболіст, захисник італійського клубу «Удінезе» і національної збірної Зімбабве.

## Клубна кар'єра
Народився 14 листопада 1999 року в Ламбеті. Вихованець юнацьких команд футбольних клубів «КПР», «Чарльтон Атлетик» та «Борнмут».
У дорослому футболі дебютував 2020 року виступами за головну команду останнього, в якій провів три сезони, взявши участь у 54 матчах чемпіонату. В сезоні 2021/22 допрміг «Борнмуту» здобути підвщення в класі і протягом наступного сезону 2022/23 захищав його кольори англійської Прем'єр-ліги.
Влітку 2023 року, після завершення терміну дії контракту з «Борнмутом», на правах вільного агента уклав чотирирічну угоду з італійським «Удінезе».

## Виступи за збірну
Народившись в Англії в родині вихідців із Зімбабве, 2020 року прийняв запрошення захищати на рівні збірних кольори своєї історичної батьківщини і  дебютував в офіційних матчах у складі національної збірної Зімбабве.
У складі збірної був учасником Кубка африканських націй 2021 року в Камеруні, де виходив на поле у двох іграх групового етапу.
| Дата       | Місто         | Господарі | Результат | Гості    | Турнір                                   | Голи | Примітки |
| ---------- | ------------- | --------- | --------- | -------- | ---------------------------------------- | ---- | -------- |
| 13-11-2020 | Алжир (місто) | Алжир     | 3 – 1     | Зімбабве | Відбір до Кубка африканських націй 2021  | -    | 70'      |
| 16-11-2020 | Хараре        | Зімбабве  | 2 – 2     | Алжир    | Відбір до Кубка африканських націй 2021  | -    |          |
| 9-10-2021  | Кейп-Кост     | Гана      | 3 – 1     | Зімбабве | Відбір до ЧС 2022                        | -    | 74'      |
| 12-10-2021 | Хараре        | Зімбабве  | 0 – 1     | Гана     | Відбір до ЧС 2022                        | -    | 70'      |
| 14-1-2022  | Бафусам       | Малаві    | 2 – 1     | Зімбабве | Кубок африканських націй 2021 - 1-й етап | -    | 67'      |
| 18-1-2022  | Яунде         | Зімбабве  | 2 – 1     | Гвінея   | Кубок африканських націй 2021 - 1-й етап | -    | 75'      |
| Усього     |               | Матчів    | 6         |          | Голів                                    | 0    |          |